# Constantino Boson e Lima

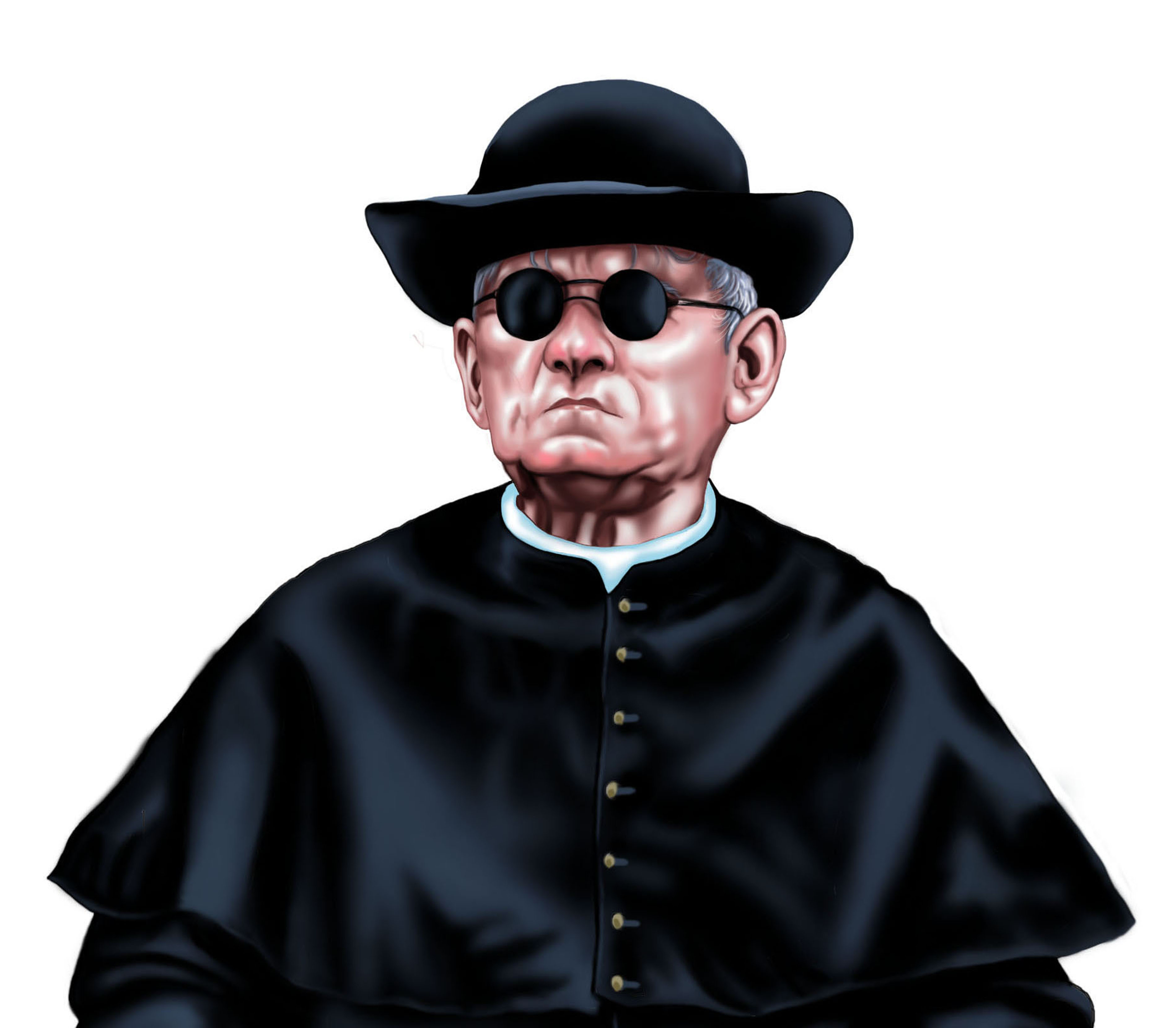

Constantino Boson e Lima (São Raimundo Nonato-PI, 15 de outubro de 1868 — Parnaíba-PI, 18 de outubro de 1945), foi um sacerdote da Igreja Católica e educador brasileiro. Tornou-se conhecido como Monsenhor Boson.

## Carreira eclesiástica
Em 1883, aos 13 anos de idade, ingressou no Seminário das Mercês, em São Luís do Maranhão. Admitido nos estudos superiores de Filosofia e Teologia do Seminário Santo Antônio, em São Luís, foi ordenado padre em 12 de março de 1892, aos 23 anos, pelo bispo dom Antônio Cândido de Alvarenga (1836-1903). Em 19 de março de 1892, celebrou sua primeira missa, na igreja de Santo Antônio, na capital maranhense. 
Entre 1893 e 1897, foi pároco da igreja de Nossa Senhora do Rosário dos Pretos e diretor da Irmandade de Nossa Senhora do Rosário, ajudando negros e mulatos pobres, muitos ex-escravizados. A partir de 1897, assumiu a reitoria do Seminário Santo Antônio, em São Luís, responsável pela formação do corpo eclesiástico da Igreja Católica no Maranhão e no Piauí. 
Em 1901, ao retornar ao Piauí, assumiu a paróquia de Nossa Senhora da Conceição das Barras do Marathaoan, onde foi vigário por 24 anos. Ali reconstruiu a igreja matriz, reinaugurando-a em 1908. Em períodos intercalados, entre 1907 e 1929, foi vigário na Matriz de Nossa Senhora do Amparo e na Catedral de Nossa Senhora das Dores, em Teresina. A partir de 1929, passou a servir como Capelão da Santa Casa de Misericórdia de Parnaíba (PI).
Foi Cônego (1914), Monsenhor (1920) e Camareiro Secreto do Papa (1920). Esta honraria, concedida pelo Papa Bento XV (1854-1922) foi, na tradição da Igreja Católica, o último título antes de o membro do clero ser nomeado cardeal. O título concedia ao camareiro o direito de servir nas cerimônias oficiais presididas pelo papa. Foi também Vigário-Geral em Teresina e respondeu pela chefia do Bispado do Piauí. 
Líder católico, participou ativamente dos embates político-religiosos que marcaram o Piauí, nas duas primeiras décadas do século XX. Os conflitos colocavam em lados opostos membros do clero e livres-pensadores e envolviam questões da vida religiosa, social, cultural e política. Por trás dos embates, estava o processo de secularização do mundo moderno, baseado em ideias iluministas, que avançava na implantação do ensino laico.

## Carreira na educação

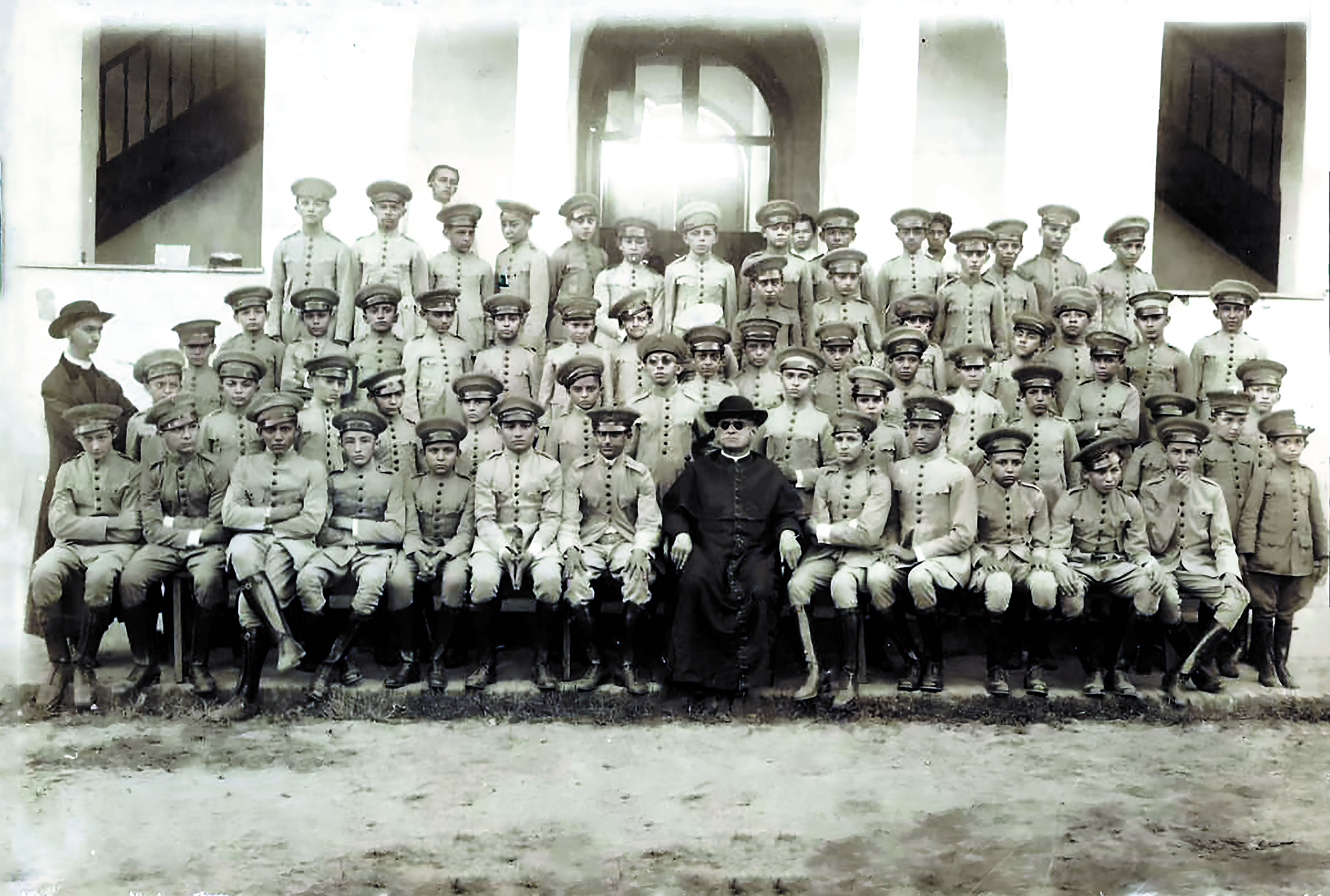

Monsenhor Boson foi um importante educador brasileiro, na virada do século XIX para o século XX. Em São Luís do Maranhão, foi professor e reitor do Seminário Santo Antônio, entre 1897 e 1901. 
No Piauí, com a instalação da Diocese e a criação de educandários, em 1906, pelo bispo dom Joaquim Antônio de Almeida (1868-1947), assumiu, a partir de 1907, a reitoria do Seminário Episcopal e a direção do Colégio Diocesano (atual Colégio São Francisco de Sales), em Teresina. 
Fechados pelo bispo dom Octaviano Pereira de Albuquerque (1866-1949), em 1914, o colégio foi reaberto em 1925 e o seminário em 1927, pelo bispo dom Severino Vieira de Melo (1880-1955). Monsenhor Boson reassumiu então a direção do Colégio Diocesano, onde permaneceu até 1929. Ao se transferir para Parnaíba (PI), nomeado por Getúlio Vargas, então presidente da República, passou a exercer as funções de Inspetor Federal de Ensino no Piauí. 

## O educador
Com a experiência adquirida como professor e reitor em São Luís do Maranhão, Monsenhor Boson, ao assumir a direção do Colégio Diocesano, em Teresina, criou programa educacional inovador. As atividades incluíam o ensino de Gramática Descritiva e Prática, Redação de Textos, Leitura dos Clássicos, Francês e Alemão, Latim e Grego, Física, Clínica Mineral e Orgânica, História Natural, Geologia, Botânica, Zoologia. 
Inovando nas metodologias, o diretor buscou conciliar o ensino teórico com a aprendizagem prática. Para isso, tratou logo de encomendar aparelhos, mapas, máquinas, esqueletos e o necessário para facilitar a compreensão dos alunos e melhorar os estudos teóricos. Implantou competição científica nos moldes das atuais Olimpíadas do Conhecimento. 
O diretor demonstrava feição especial pelas artes, nos seus mais variados gêneros. Para desenvolver a criatividade, a imaginação e a sensibilidade dos alunos, inseriu no programa o ensino de artes. Para ele, o cultivo da música, das letras, da poesia era sinal de cultura, civilidade, refinamento.
Quando Monsenhor Boson abraçou a causa da educação, o Piauí vivia uma realidade crítica e desafiadora. Eram raríssimas as escolas. Públicas, menos ainda. Nesse cenário, a Igreja Católica ocupou os espaços vazios e implantou os primeiros estabelecimentos de ensino. O objetivo era formar líderes sob o ideal católico para ocupar os espaços de poder. 
A pedagogia praticada pelas escolas católicas refletia as visões de mundo da época. Monsenhor Boson exerceu aí seu protagonismo, consagrando-se como um dos maiores educadores do Piauí. Sua obra mudou completamente a realidade educacional e assentou as bases da estrutura de ensino que se expandiu e se aprimorou. 
A partir do Colégio Diocesano, o Estado viu nascerem novos estabelecimentos que seguiram semelhante prática educacional. O educandário, além de formar por décadas a elite pensante e dirigente do Piauí, influenciou diretamente a fundação de outras escolas. 
Os tempos mudaram, ideias novas surgiram. Novos desafios apareceram e foram enfrentados. Novos saltos foram dados. Monsenhor Boson, no alvorecer do século XX, plantou as sementes da educação no Piauí. Elas foram persistente e cuidadosamente regadas, germinaram e deram bons frutos. O próprio educador viu as sementes brotarem e se esparramarem. 

## Homenagens
O educador recebeu no Piauí várias homenagens. Em Barras, dá nome à praça principal da cidade e ali foi fundada a escola “Patronato Monsenhor Boson”. Em Teresina, na zona Norte, há a “Rua Monsenhor Boson”. No Colégio Diocesano, foi criado o “Grêmio Lítero-Musical Monsenhor Constantino Boson”. Em Água Branca, a escola principal leva o nome “Centro Estadual de Tempo Integral Monsenhor Boson”. 

## Laços de família
O educador é filho do tenente-coronel Jerônimo de Sousa Nogueira Boson e Lima e Francisca Adelina Lopes de Sousa Lima. Sebastião Ribeiro Lima (1824-1883), seu tio e mentor, foi vigário em São Raimundo Nonato, por 30 anos. José Coriolano de Sousa Lima 
 (1829-1869), seu tio, foi promotor público, juiz, deputado provincial e poeta, sendo considerado um dos pais-fundadores da literatura piauiense. 
Monsenhor Boson é tio-avô de Gerson de Brito Mello Boson (1914-2001), que foi um internacionalista, jusfilósofo, professor catedrático e reitor da Universidade Federal de Minas Gerais, entre 1967 e 1969, quando foi cassado pelos militares. Ele foi também secretário de Estado da Casa Civil e secretário de Estado da Educação em Minas Gerais.

## Cronologia

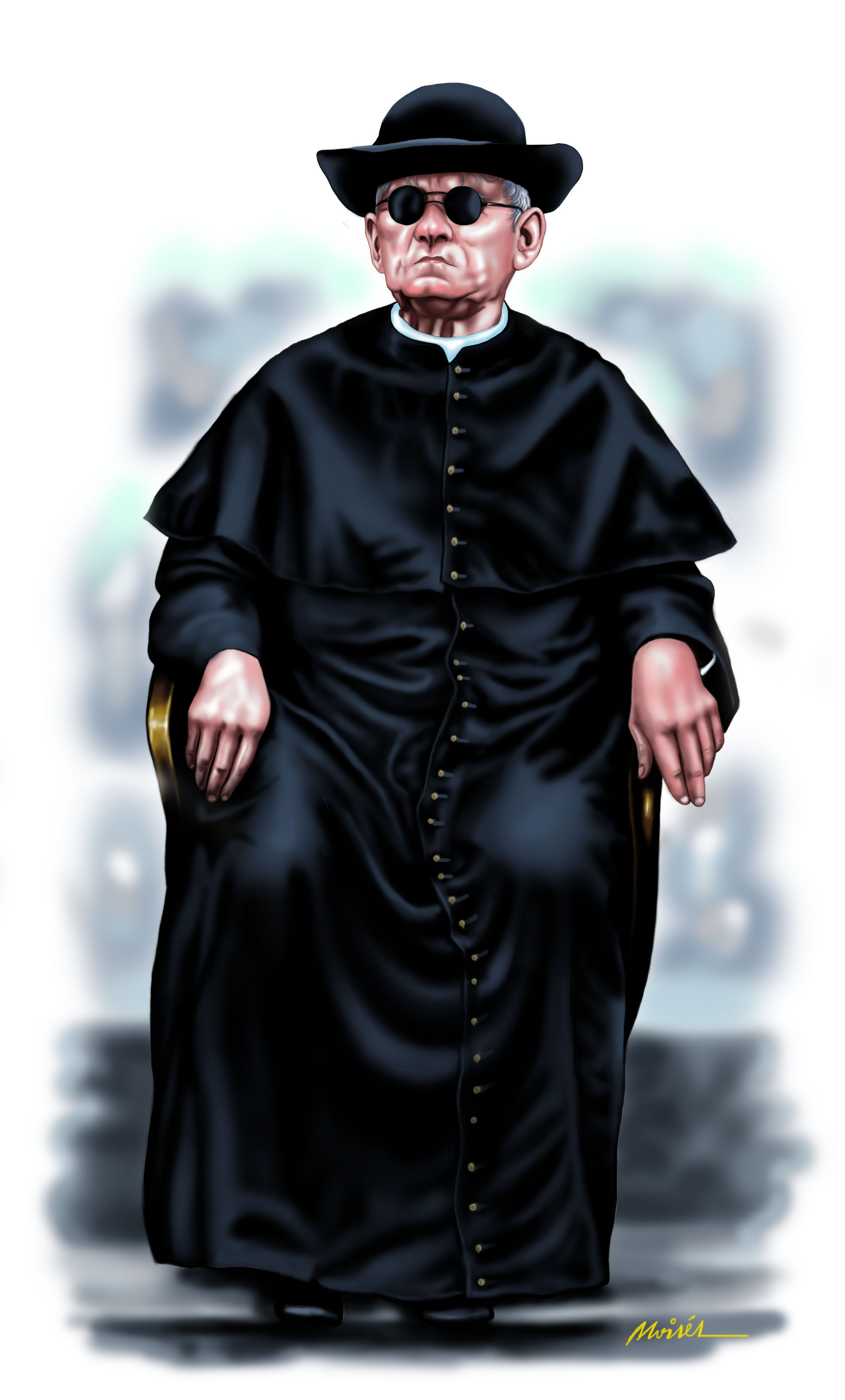

1868 – 15 de outubro: nascimento na vila de São Raimundo Nonato (PI).
1876 – Fica órfão de pai e mãe.
1883 – Inicia os estudos em São Luís (MA).
1889 – Recebe a tonsura.
1891 – Ordenado subdiácono.
1891 – Ordenado diácono.
1892 – Ordenado padre.
1892 – Celebra a primeira missa.
1893 – Assume a Paróquia de Nossa Senhora do Rosário dos Pretos, em São Luís (MA).
1897 – Reitor do Seminário de Santo Antônio, em São Luís (MA).
1901 – Assume a paróquia de Barras (PI).
1901 – Criação da Diocese do Piauí.
1907 – Assume a direção do Seminário Episcopal e Colégio Diocesano.
1915 – Recebe o título de Cônego.
1920 – Recebe o título de Monsenhor.
1920 – Recebe o título de Camareiro Secreto do Papa.
1925 – Reassume a direção do Colégio Diocesano.
1929 – Transfere-se para a cidade de Parnaíba (PI).
1929 – Capelão da Santa Casa de Misericórdia de Parnaíba.
1931 – Inspetor federal de ensino no Piauí.
1936 – Fica cego.
1945 – Falece em 18 de outubro, aos 77 anos.